# Lasse Virén
Lasse Artturi Virén (Myrskylä, 22 luglio 1949) è un ex mezzofondista, ex maratoneta e politico finlandese, vincitore di quattro medaglie d'oro olimpiche a Monaco di Baviera 1972 e Montréal 1976 nei 5000 e nei 10000 metri piani.

## Biografia
Lasse Virén rinverdì l'immagine dei "Flying Finn", nata dalle imprese di atleti del calibro di Hannes Kolehmainen, Paavo Nurmi, e Ville Ritola negli anni venti. Agente di Polizia di Myrskylä, Virén debuttò sulla scena internazionale nel 1971. Ai Giochi olimpici del 1972 di Monaco di Baviera, Virén vinse sia i 5000 m che i 10000 m, stabilendo il record mondiale sulla distanza più lunga , 
dopo essere caduto in gara, esattamente a 12' 31" dall'inizio della gara, conclusasi a 27' 37". Divenne il quarto atleta a vincere queste due gare nelle stesse Olimpiadi, raggiungendo il connazionale Hannes Kolehmainen, il cecoslovacco Emil Zátopek e il sovietico Vladimir Kuc.
In seguito ci riusciranno gli etiopi Miruts Yifter e Kenenisa Bekele, prima del britannico Mo Farah che, come Virén, riuscì nella doppia-doppia, due volte consecutive l'oro dei 5000 e 10000 m piani.
Virén, che raccolse altri successi tra le due Olimpiadi, alle Olimpiadi di Montréal 1976 infatti vinse ancora in entrambe le gare, primo atleta a confermarsi campione olimpico in queste due specialità. Tuttavia le sue vittorie non furono prive di controversie. La prima si ebbe nei 10000 m quando Virén fece il giro d'onore con le scarpe in mano; il Comitato Olimpico Internazionale lo accusò di motivazioni maliziose, come il voler mostrare il logo delle scarpe, ma egli spiegò che lo fece per via delle vesciche ai piedi. Inoltre Virén venne coinvolto nell'allora legale e molto praticata emotrasfusione, con la quale si congelavano campioni di sangue, per reimmetterli nel corpo successivamente e migliorarne il contenuto di ossigeno.
Lasse Virén finì la sua carriera ai Giochi olimpici di Mosca nel 1980, dove si classificò quinto nei 10000 m piani. Dopo il ritiro dall'attività agonistica ha mantenuto un'elevata visibilità pubblica in Finlandia, riuscendo anche ad ottenere un seggio nel parlamento finlandese.

## Record nazionali

### Seniores
- 3000 metri piani: 7'43"2 m ( Oulu, 27 luglio 1972)
- 5000 metri piani: 13'16"4 m ( Helsinki, 14 settembre 1972)

## Palmarès
| Anno | Manifestazione  | Sede     | Evento        | Risultato | Prestazione | Note            |
| ---- | --------------- | -------- | ------------- | --------- | ----------- | --------------- |
| 1971 | Europei         | Helsinki | 5000 m piani  | 7º        | 13'38"6     |                 |
| 1972 | Giochi olimpici | Monaco   | 5000 m piani  | Oro       | 13'26"42    | Record olimpico |
| 1972 | Giochi olimpici | Monaco   | 10000 m piani | Oro       | 27'38"35    | Record mondiale |
| 1974 | Europei         | Roma     | 5000 m piani  | Bronzo    | 13'24"6     |                 |
| 1974 | Europei         | Roma     | 10000 m piani | 7º        | 28'29"2     |                 |
| 1976 | Giochi olimpici | Montréal | 5000 m piani  | Oro       | 13'24"76    |                 |
| 1976 | Giochi olimpici | Montréal | 10000 m piani | Oro       | 27'40"38    |                 |
| 1976 | Giochi olimpici | Montréal | Maratona      | 5º        | 2h 13'10"   |                 |
| 1980 | Giochi olimpici | Mosca    | 10000 m piani | 5º        | 27'50"5     |                 |
| 1980 | Giochi olimpici | Mosca    | Maratona      | dnf       | dnf         |                 |

## Campionati nazionali
1969
- Oro ai campionati finlandesi, 5000 m piani - 14'10"2

1973
- Bronzo ai campionati finlandesi, 10000 m piani - 28'31"6
- Argento ai campionati finlandesi di corsa campestre - 14'37"

1974
- Argento ai campionati finlandesi di corsa campestre - 48'49"

1976
- Oro ai campionati finlandesi, 5000 m piani - 13'24"78
- Oro ai campionati finlandesi di corsa campestre - 14'25"

1977
- 9º ai campionati finlandesi, 10000 m piani - 28'59"2
- 17º ai campionati finlandesi, 5000 m piani - 14'27"9

1978
- 4º ai campionati finlandesi, 5000 m piani - 13'49"0
- Oro ai campionati finlandesi di corsa campestre - 14'17"

## Altre competizioni internazionali
1971
- 12º alla Corrida Internacional de São Silvestre ( San Paolo), 8,4 km - 25'09"

1972
- Argento alla 25 km di Morskom ( Morskom) - 1h17'01"
- 8º alla Corrida Internacional de São Silvestre ( San Paolo), 8,4 km - 24'37"

1973
- 11º alla San Blas Half Marathon ( Coamo) - 1h09'18"
- 5º alla Corrida Internacional de São Silvestre ( San Paolo), 8,4 km - 23'54"

1974
- Oro alla San Blas Half Marathon ( Coamo) - 1h06'17"
- 7º alla Cinque Mulini ( San Vittore Olona) - 32'30"

1975
- 25º alla Corrida Internacional de São Silvestre ( San Paolo), 8,4 km - 25'17"

1976
- 6º alla San Blas Half Marathon ( Coamo) - 1h05'27"

1977
- 17º alla Maratona di New York ( New York) - 2h19'33"
- 15º alla Maratona di Fukuoka ( Fukuoka) - 2h20'40"
- 6º alla Peachtree Road Race ( Atlanta) - 30'37"

1978
- 8º alla San Blas Half Marathon ( Coamo) - 1h07'40"

1979
- Oro alla Mezza maratona di Filadelfia ( Filadelfia) - 1h04'48"
- 42º alla San Blas Half Marathon ( Coamo)
- Bronzo alla Parigi-Versailles ( Parigi), 16,5 km - 52'22"

1980
- 4º alla San Blas Half Marathon ( Coamo) - 1h04'30"

1983
- 103º alla Maratona di New York ( New York) - 2h23'54"

1988
- 59º alla Maratona di Los Angeles ( Los Angeles) - 2h29'31"
- 85º alla Great North Run ( Newcastle upon Tyne) - 1h09'50"